# Ernodes anatolicus
Ernodes anatolicus är en nattsländeart som beskrevs av Cakin 1983. Ernodes anatolicus ingår i släktet Ernodes och familjen sandrörsnattsländor. Inga underarter finns listade i Catalogue of Life.